# کابلار
کابلار (به صربی: Kablar) یک کوه در صربستان است که در چاچاک واقع شده‌است. کابلار ۸۸۹ متر بالاتر از سطح دریا واقع شده‌است.